# Bola de Prata (Portogallo)

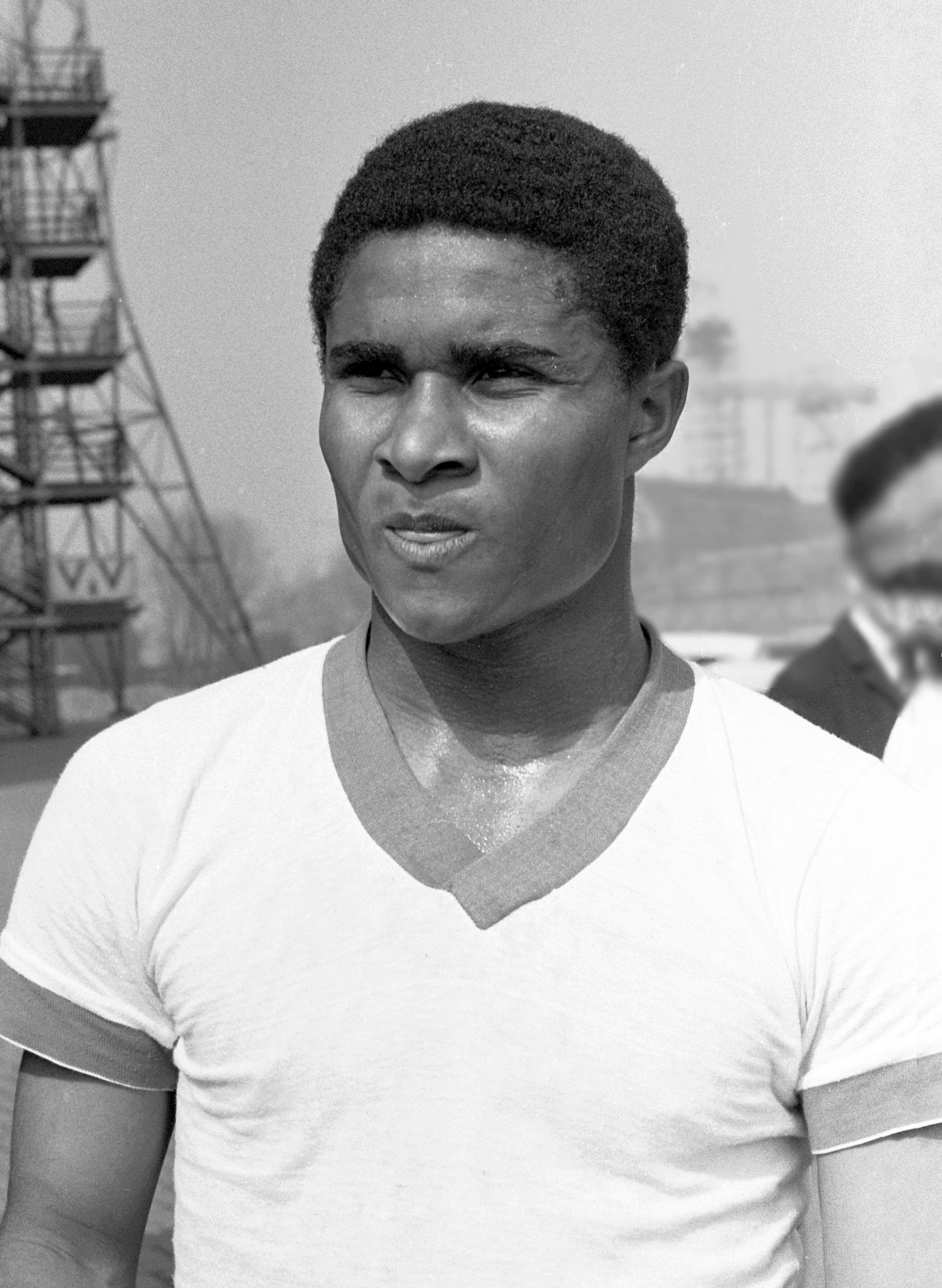
Eusébio vinse la Bola de Prata sette volte (il record).

La Bola de Prata (Portoghese per pallone d'argento) è il premio per il miglior marcatore della Primeira Liga. Nel caso in cui due o più giocatori avessero lo stesso numero di gol, il premio viene assegnato al giocatore con il minor numero di presenze. Fu assegnato per la prima volta nella stagione 1952-1953 dal quotidiano sportivo A Bola.
Héctor Yazalde detiene il record di gol in una singola stagione, con 46, raggiunto nella stagione 1973-1974. Fernando Peyroteo detiene il record per migliore media realizzativa in una stagione, 2.43, realizzata nella stagione 1937–1938 con 34 gol in 14 presenze.
Ci sono stati 51 vincitori. Diciassette giocatori hanno vinto il premio in più di un'occasione, con Eusébio che ha il record di sette vittorie. Eusébio detiene anche il record per il maggior numero di vittorie consecutive, con cinque. Rui Jordão, Paulinho Cascavel e Mário Jardel sono gli unici giocatori a vincere il premio con due squadre diverse e Cascavel è l'unico a ottenerlo in stagioni consecutive.

## Vincitori
| Stagione | Giocatore               | Squadra           | Reti |
| -------- | ----------------------- | ----------------- | ---- |
| 1934–35  | Manuel Soeiro           | Sporting Lisbona  | 14   |
| 1935–36  | Pinga                   | Porto             | 21   |
| 1936–37  | Manuel Soeiro (2)       | Sporting Lisbona  | 24   |
| 1937–38  | Fernando Peyroteo       | Sporting Lisbona  | 34   |
| 1938–39  | Costuras                | Porto             | 18   |
| 1939–40  | Fernando Peyroteo (2)   | Sporting Lisbona  | 29   |
| 1939–40  | Slavko Kodrnja          | Porto             | 29   |
| 1940–41  | Fernando Peyroteo (3)   | Sporting Lisbona  | 29   |
| 1941–42  | Correia Dias            | Porto             | 36   |
| 1942–43  | Julinho                 | Benfica           | 24   |
| 1943–44  | Francisco Rodrigues     | Vitória Setúbal   | 28   |
| 1944–45  | Francisco Rodrigues (2) | Vitória Setúbal   | 21   |
| 1945–46  | Fernando Peyroteo (4)   | Sporting Lisbona  | 39   |
| 1946–47  | Fernando Peyroteo (5)   | Sporting Lisbona  | 43   |
| 1947–48  | António Araújo          | Porto             | 36   |
| 1948–49  | Fernando Peyroteo (6)   | Sporting Lisbona  | 40   |
| 1949–50  | Julinho (2)             | Benfica           | 28   |
| 1950–51  | Manuel Vasques          | Sporting Lisbona  | 29   |
| 1951–52  | José Águas              | Benfica           | 28   |
| 1952–53  | Matateu                 | Belenenses        | 29   |
| 1953–54  | João Martins            | Sporting Lisbona  | 31   |
| 1954–55  | Matateu (2)             | Belenenses        | 32   |
| 1955–56  | José Águas (2)          | Benfica           | 28   |
| 1956–57  | José Águas (3)          | Benfica           | 30   |
| 1957–58  | Arsénio Duarte          | CUF Barreiro      | 23   |
| 1958–59  | José Águas (4)          | Benfica           | 26   |
| 1959–60  | Edmur Ribeiro           | Vitória Guimarães | 25   |
| 1960–61  | José Águas (5)          | Benfica           | 27   |
| 1961–62  | Azumir Veríssimo        | Porto             | 23   |
| 1962–63  | José Augusto Torres     | Benfica           | 26   |
| 1963–64  | Eusébio                 | Benfica           | 28   |
| 1964–65  | Eusébio (2)             | Benfica           | 28   |
| 1965–66  | Eusébio (3)             | Benfica           | 25   |
| 1965–66  | Ernesto Figueiredo      | Sporting Lisbona  | 25   |
| 1966–67  | Eusébio (4)             | Benfica           | 31   |
| 1967–68  | Eusébio (5)             | Benfica           | 42   |
| 1968–69  | Manuel António          | Académica         | 19   |
| 1969–70  | Eusébio (6)             | Benfica           | 20   |
| 1970–71  | Artur Jorge             | Benfica           | 23   |
| 1971–72  | Artur Jorge (2)         | Benfica           | 27   |
| 1972–73  | Eusébio (7)             | Benfica           | 40   |
| 1973–74  | Héctor Yazalde          | Sporting Lisbona  | 46   |
| 1974–75  | Héctor Yazalde (2)      | Sporting Lisbona  | 30   |
| 1975–76  | Rui Jordão              | Benfica           | 30   |
| 1976–77  | Fernando Gomes          | Porto             | 26   |
| 1977–78  | Fernando Gomes (2)      | Porto             | 25   |
| 1978–79  | Fernando Gomes (3)      | Porto             | 27   |
| 1979–80  | Rui Jordão (2)          | Sporting Lisbona  | 31   |
| 1980–81  | Nené                    | Benfica           | 20   |
| 1981–82  | Jacques Pereira         | Porto             | 27   |
| 1982–83  | Fernando Gomes (4)      | Porto             | 36   |
| 1983–84  | Fernando Gomes (5)      | Porto             | 21   |
| 1983–84  | Nené (2)                | Benfica           | 21   |
| 1984–85  | Fernando Gomes (6)      | Porto             | 39   |
| 1985–86  | Manuel Fernandes        | Sporting Lisbona  | 30   |
| 1986–87  | Paulinho Cascavel       | Vitória Guimarães | 22   |
| 1987–88  | Paulinho Cascavel (2)   | Sporting Lisbona  | 23   |
| 1988–89  | Vata                    | Benfica           | 16   |
| 1989–90  | Mats Magnusson          | Benfica           | 33   |
| 1990–91  | Rui Águas               | Benfica           | 25   |
| 1991–92  | Ricky                   | Boavista          | 30   |
| 1992–93  | Jorge Cadete            | Sporting Lisbona  | 18   |
| 1993–94  | Rashidi Yekini          | Vitória Setúbal   | 21   |
| 1994–95  | Hassan Nader            | Farense           | 21   |
| 1995–96  | Domingos                | Porto             | 25   |
| 1996–97  | Mário Jardel            | Porto             | 30   |
| 1997–98  | Mário Jardel (2)        | Porto             | 26   |
| 1998–99  | Mário Jardel (3)        | Porto             | 36   |
| 1999–00  | Mário Jardel (4)        | Porto             | 37   |
| 2000–01  | Pena                    | Porto             | 22   |
| 2001–02  | Mário Jardel (5)        | Sporting Lisbona  | 42   |
| 2002–03  | Fary Faye               | Beira-Mar         | 18   |
| 2002–03  | Simão Sabrosa           | Benfica           | 18   |
| 2003–04  | Benni McCarthy          | Porto             | 20   |
| 2004–05  | Liédson                 | Sporting Lisbona  | 25   |
| 2005–06  | Albert Meyong           | Belenenses        | 17   |
| 2006–07  | Liédson (2)             | Sporting Lisbona  | 15   |
| 2007–08  | Lisandro López          | Porto             | 24   |
| 2008–09  | Nenê                    | Nacional          | 20   |
| 2009–10  | Óscar Cardozo           | Benfica           | 26   |
| 2010–11  | Hulk                    | Porto             | 23   |
| 2011–12  | Óscar Cardozo (2)       | Benfica           | 20   |
| 2011–12  | Lima                    | Braga             | 20   |
| 2012–13  | Jackson Martínez        | Porto             | 26   |
| 2013–14  | Jackson Martínez (2)    | Porto             | 20   |
| 2014–15  | Jackson Martínez (3)    | Porto             | 21   |
| 2015–16  | Jonas                   | Benfica           | 32   |
| 2016–17  | Bas Dost                | Sporting Lisbona  | 34   |
| 2017–18  | Jonas (2)               | Benfica           | 34   |
| 2018–19  | Haris Seferovic         | Benfica           | 23   |
| 2019–20  | Carlos Vinícius         | Benfica           | 18   |
| 2019–20  | Mehdi Taremi            | Rio Ave           | 18   |
| 2019–20  | Pizzi                   | Benfica           | 18   |
| 2020–21  | Pedro Gonçalves         | Sporting Lisbona  | 23   |
| 2021–22  | Darwin Núñez            | Benfica           | 26   |
| 2022–23  | Mehdi Taremi            | Porto             | 22   |
| 2023–24  | Viktor Gyökeres         | Sporting Lisbona  | 29   |

## Statistiche sulla massima serie

### Vincitori classifica marcatori per squadra
- 32  Benfica
- 26  Porto
- 22  Sporting Lisbona
- 3  Vitória Setúbal,  Belenenses
- 2  Vitória Guimarães
- 1  Académica,  Fabril Barreiro,  Boavista,  Beira-Mar,  Nacional,  Braga,  Rio Ave

### Vincitori classifica marcatori per nazione
- 56  Portogallo
- 18  Brasile
- 3  Argentina,  Colombia
- 2  Nigeria,  Paraguay,  Iran
- 1  Yugoslavia,  Angola,  Svezia,  Marocco,  Senegal,  Sudafrica,  Camerun,  Paesi Bassi,  Svizzera,  Uruguay

### Pluricapocannonieri
- 7  Eusébio ( Benfica)
- 6  Fernando Peyroteo ( Sporting Lisbona)
- 6  Fernando Gomes ( Porto)
- 5  José Águas ( Benfica)
- 5  Mário Jardel ( Porto,  Sporting Lisbona)
- 3  Jackson Martínez ( Porto)
- 2  Manuel Soeiro ( Sporting Lisbona)
- 2  Julinho ( Benfica)
- 2  Matateu ( Belenenses)
- 2  Artur Jorge ( Benfica)
- 2  Héctor Yazalde ( Sporting Lisbona)
- 2  Rui Jordão ( Benfica,  Sporting Lisbona)
- 2  Nené ( Benfica)
- 2  Paulinho Cascavel ( Vitória Guimarães,  Sporting Lisbona)
- 2  Liédson ( Sporting Lisbona)
- 2  Óscar Cardozo ( Benfica)
- 2  Jonas ( Benfica)
- 2  Mehdi Taremi ( Rio Ave,  Porto)